# Rue de Belgrade (Paris)
Pour les articles homonymes, voir Rue de Belgrade.
La rue de Belgrade est une voie du 7e arrondissement de Paris, en France.

## Situation et accès
La rue de Belgrade est une voie publique située dans le 7e arrondissement de Paris. Elle débute au 56, avenue de La Bourdonnais et se termine allée Adrienne-Lecouvreur.
Le quartier est desservi par la ligne 8 à la station École Militaire.

## Origine du nom
Elle porte le nom de la capitale de la Serbie, et de l'ancienne Yougoslavie, Belgrade.

## Historique
Cette rue est ouverte sous sa dénomination par la Ville de Paris sur les terrains détachés du Champ-de-Mars en 1907.